# میناموتو نو شیگه‌یوکی
میناموتو نو شیگه‌یوکی (به ژاپنی: 源 重之 Minamoto no Shigeyuki); (– تاریخ ورودی نامعتبر است)  یک شاعر از خاندان سیوا گنجی اهل ژاپن بود.